# Wall Street (együttes)
A Wall Street magyar hard rock/heavy metal együttes.
1995-ben alakultak. Első lemezük egy évvel később jelent meg Fordulj fel! címmel. 1997-ben Bogár Lajos helyére Bánfalvi Sándor lépett. Ebben az időben a zenekar olyan csapatokkal turnézott, mint a Black-Out, a Carmen, a P. Mobil, a Beatrice, a Pokolgép, az Omen, a  Pa-dö-dő, a Nyers, a Zanzibar, a Love és a Bulldózer. 1998-ban Bánfalvi kilépett a zenekarból, helyére Sümeghy Tamás került. A Wall Street 1999-ben feloszlott.
2001-ben újra összeálltak. Új tag került a csoportba Ilisz Csaba személyében. A zenekar azóta is aktív.

## Diszkográfia
- Fordulj fel! (1996, EP)
- Egy másik utca (1997, EP)
- Rock & Roll (2007)
- Indulunk! (2008)
- Főnyeremény (2010)

## Tagok
- Ilisz Csaba – ütős hangszerek (2001-)
- Kupecz László – gitár (1995-)
- Mayer Ferenc – gitár (1995-)
- Gregus Miklós – ének (1995-)
- Tóvári Tibor – basszusgitár (1995-)

Korábbi tagok
- Bogár Lajos – ütős hangszerek(1995–1997)
- Bánfalvi Sándor – ütős hangszerek (1997–1998)
- Sümeghy Tamás – ütős hangszerek (1998–1999)